# RRS Discovery
RRS Discovery (укр. Діскавери) — британське експедиційне судно, на якому здійснена британська національна антарктична експедиція 1901—1904 років. Останній в історії британського суднобудування дерев'яний трищогловий барк, і перше британське судно, спеціально призначене для наукових досліджень. Спущене на воду 21 березня 1901 року. Церемонію хрещення здійснила леді Маркем.

## Історія
Судно використовувалося як експедиційна база британської антарктичної експедиції в 1901—1904 роках. Однак барк був непридатний для тривалих виходів та просуванню крижаними водами.
У 1905 році судно продане Компанії Гудзонової затоки менш, ніж за п'яту частину своєї вартості (10 000 фунтів стерлінгів). Все наукове обладнання було демонтовано, а внутрішній простір корпусу використано під вантажні трюми. До 1911 року «Діскавері» здійснював доставку припасів на острів Чарлтон.
У 1913 році судно викуплено за 9500 фунтів для нової антарктичної експедиції, яка не була здійснена. Під час Першої світової війни барк використовувався для військових потреб.
У 1916 році «Діскавері» був відправлений для порятунку експедиції Шеклтона, але в Монтевідео екіпажу стало відомо, що група врятована чилійським буксиром «Яльчо».
У 1918 році судно здійснило останнє плавання на острів Чарлтон. У 1920 році барк використовувався для експедиції до Новоросійська з метою підтримки білого руху. До 1923 року «Діскавері» простоював на приколі, поки не був капітально модернізовано для розвідки китових стад в Південному океані.
У 1925—1927 роках барк курсував між Кейптауном і Південними Шетландськими островами, здійснюючи попутно океанографічні дослідження.

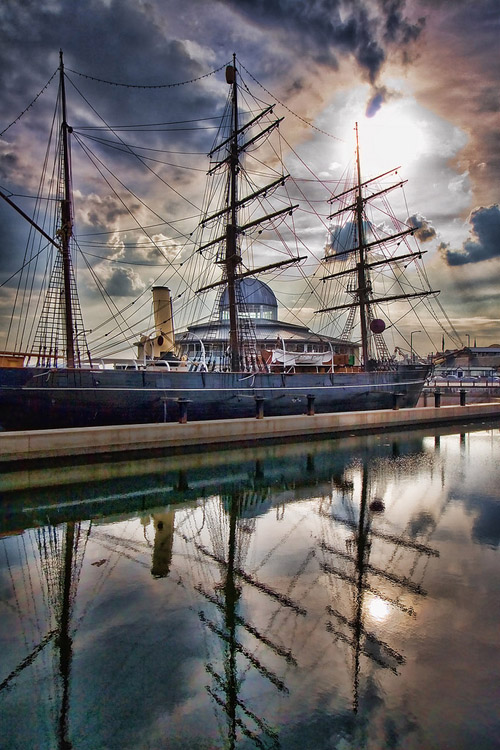
RRS Discovery, у порту Данді в 2009 році.

У 1929 році «Діскавері» був придбаний для потреб Австрало-Новозеландської антарктичної експедиції під керівництвом Дугласа Моусона, в якій пропрацював два сезони. Експедиція підтвердила недостатні морехідні якості і слабосильну парову машину барка, а також його моральну застарілість: було майже неможливо найняти команду для управління вітрилами в Південному океані.
Після років простою, в 1936 році судно було перетворено в плавучу базу скаутів. Після 1940 року «Діскавері» служив протипожежною станцією на Темзі. Після того, як в 1943 році в рангоут заплутався аеростат загородження, з'ясувалося, що корпусні конструкції дуже підгнили. Тоді ж були демонтовані парові котли і парова машина, а трюми засипані баластом — галькою.
В 1960-і роки почався процес з перетворення «Діскавері» в судно-музей. У 1985 році судно було передано фонду «Dundee Heritage Trust», і на борту суховантажу в 1986 році відправлено в порт, де його було побудовано. У 1992 році для зберігання барка був побудований індивідуальний док, реставраційні роботи дозволили наблизити судно до первісного вигляду. У колекції судна-музею є справжні речі, в тому числі трубка і гвинтівка Роберта Скотта.